# 植物生長燈

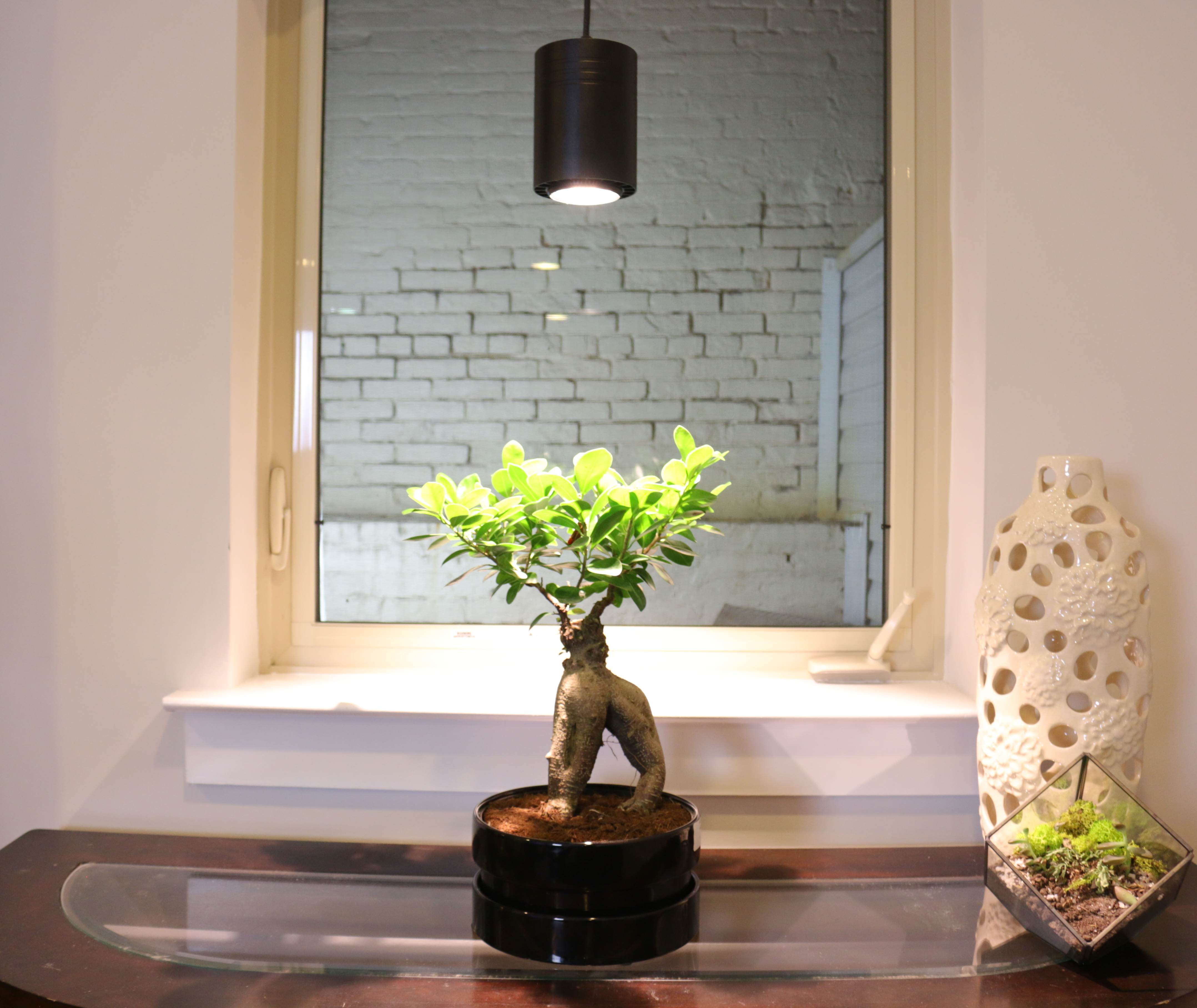
植物生長燈

植物生長燈是人造光源，通常是電光源，旨在通過發射適合於光合作用的電磁波譜來刺激植物生長。植物燈用於沒有天然發光或需要補光的應用中。例如：在冬天，當可能的日光時間可能不足以達到所需的植物生長時，燈被用來延長植物接收光的時間。如果植物沒有得到足夠的光，它們將徒長。
生長的燈光或者試圖提供類似於太陽的光譜，或提供更適合所栽培植物需要的光譜。模擬來自增長燈的不同顏色，溫度和光譜輸出的室外條件，以及改變燈的流明輸出（強度）。根據所栽培植物的種類，栽培階段（如發芽/營養期或開花期/結果期）以及植物所需的光週期，光譜的特定範圍，發光效率和色溫都是可取的具體植物和時間段。目前應用廣泛的人工光源係屬LED光源為最大數量使用商品，其最為廣泛接受的主因為其光譜的可控性：其主峰波長可因應植物類別的不同而有多種選擇，一般慣用的 450nm波長的藍光主峰，佐以搭配各植物燈廠家的光譜配方，既可調配出多種紅光、綠光、藍光的各種不同波長主峰的量子版植物生長燈。
1868年，俄羅斯植物學家安德烈·謝爾蓋耶維奇·法明琴（Андрей Серге́евич Фаминцын）是第一個將人造光用於植物生長和研究的人。

## 典型用法

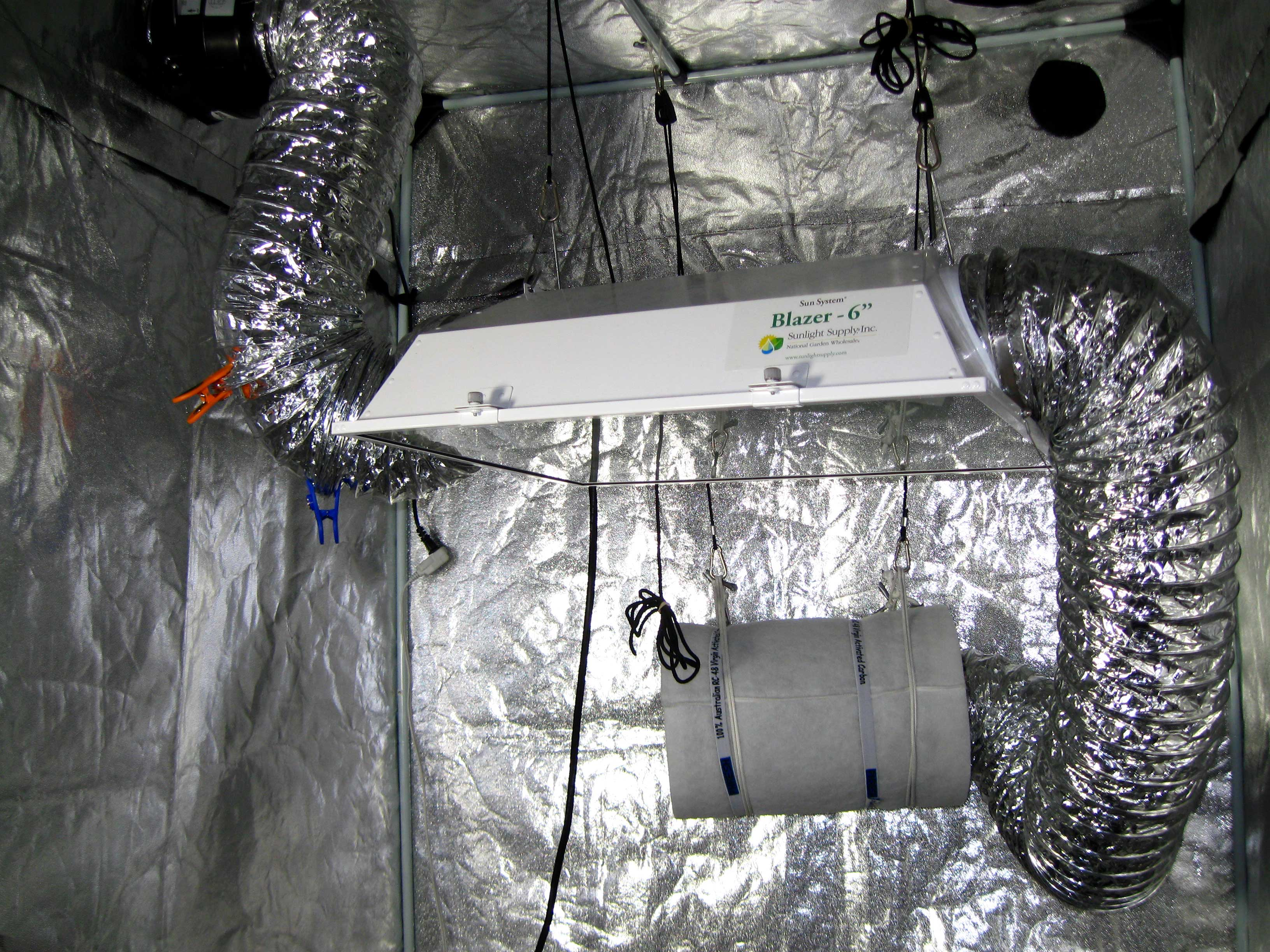
在成長帳篷中設置的高壓鈉燈的示例。該設置包括一個活性碳過濾器去除氣味，並使用一個強大的排風扇管道排出熱空氣。

植物燈用於室內園藝、植物繁殖和食品生產，包括室內水栽和水生植物。雖然大多數植物燈都在工業上使用，但也可以在家庭中使用。
根據反平方律，到達表面的點源（在這種情況下是燈泡）輻射的光的強度與表面距離源的距離的平方成反比（如果一個對像是兩倍遙遠的地方，它只接收四分之一的光線）這是室內種植者的嚴重障礙，許多技術被用來盡可能高效地使用光。因此，反射器經常用於燈光以使光效達到最大化。燈具或燈具盡可能靠近地移動，使得它們具有相同的照明，並且來自燈的所有光都落在植物上而不是周圍區域。
例如白熾燈、螢光燈、高強度氣體放電燈（HID）和發光二極管（LED）。今天，專業使用最廣泛的燈是HID和螢光燈。室內花卉和蔬菜種植者通常使用高壓鈉（HPS / SON）和金屬鹵化物（MH）HID燈，但螢光燈和LED由於其效率和經濟性而替代金屬鹵化物。
金屬鹵化物燈經常用於植物生長的營養階段，因為它們發射更大量的藍色和紫外線輻射。隨著陶瓷金屬鹵化物照明和全光譜金屬鹵化物照明的引入，它們越來越多地被用作營養繁殖生長階段的獨家光源。 藍色光譜可能會誘發植物更大的營養反應。
高壓鈉燈也被用作整個營養階段和生殖階段的單一光源。同樣，它們可以用作生殖階段中全光譜照明的修正。紅光譜可能會在植物中觸發更大的開花響應。如果使用高壓鈉燈作為營養期，植物生長稍快一些。
近年來，LED室內生長燈，可以產生特定波長的光。NASA已經在太空站測試增加空間食物的高效率。結果表明，植物受到可見光譜的紅，綠和藍色部分的光影響。

## 常見類型

### 高強度放電（HID）燈
雖然螢光燈是過去常見的室內生長燈類型，但現在HID燈最受歡迎。高強度放電燈具有高流明/瓦特效率。有幾種不同類型的HID燈，包括汞蒸汽，金屬鹵化物，高壓鈉和轉換燈泡。金屬鹵化物和HPS燈產生一些與太陽有些相似的色譜，可用於種植植物。汞蒸汽燈是第一種HIDs，被廣泛應用於街道照明，但是當涉及到室內園藝時，它們對於植物生長產生的光譜相對較差，所以它們大多被其他類型的HID替代為生長植物。
所有HID生長燈都需要鎮流器進行操作，每個鎮流器都具有特定的瓦數。熱門HID功率包括150W、250W、400W、600W和1000W。在所有尺寸中，600W HID燈是光效最高的，其次是1000W、600W HPS比1000W HPS多出7％的光。
雖然所有HID燈都採用相同的原理，不同類型的燈泡具有不同的起動和電壓要求，以及不同的工作特性和物理形狀。 因為這樣一個燈泡將無法正常工作，除非使用匹配的鎮流器，即使燈泡安裝上去。除了產生較低級別的燈光之外，錯配的燈泡和鎮流器會停止工作，或者甚至會立即燒毀。

#### 金屬鹵化物（MH）

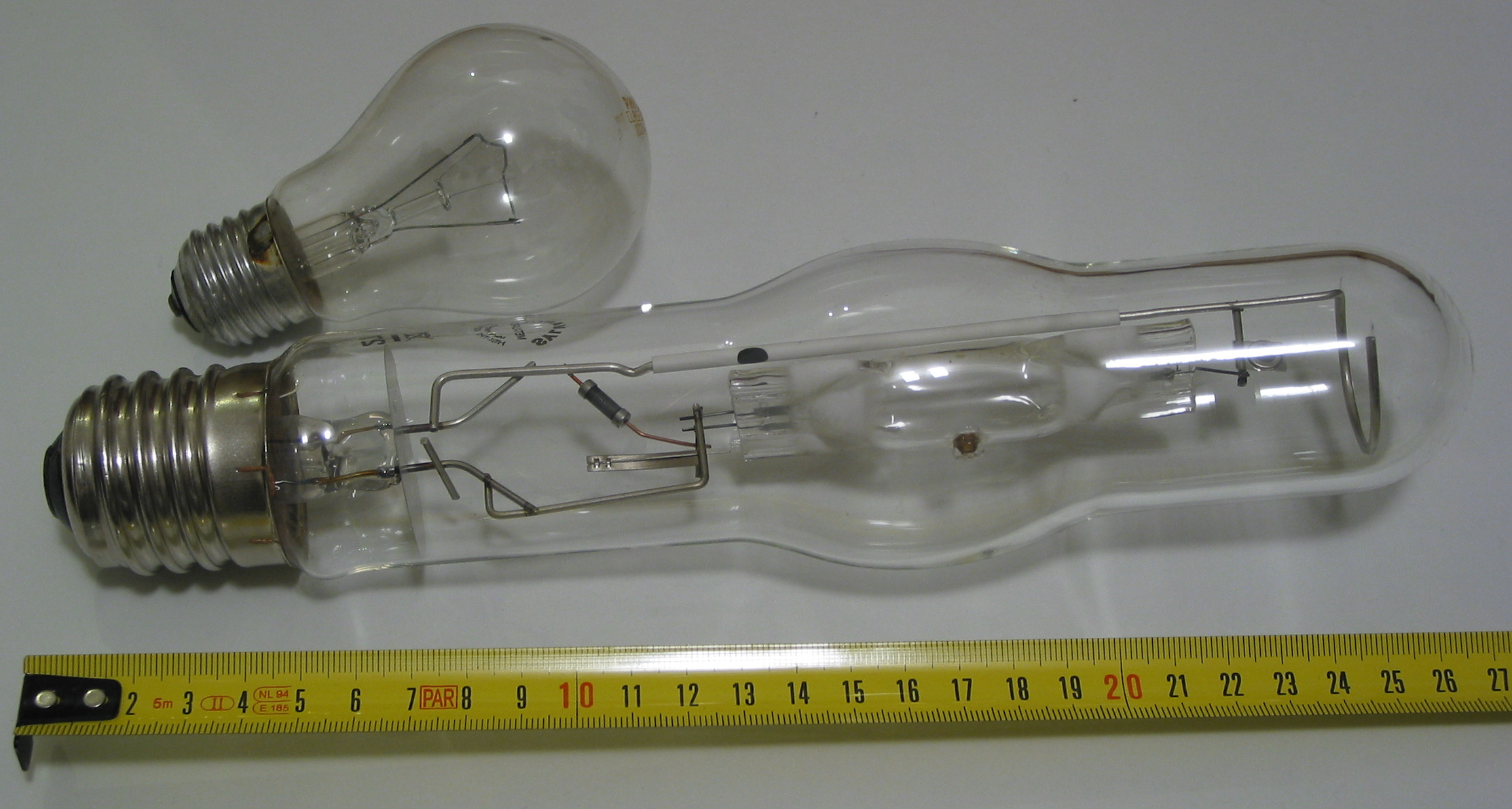
400W金屬鹵化物燈泡與較小的白熾燈相比。

金屬鹵化物燈泡是一種在光譜的藍色和紫色部分發出光的HID光，其類似於在春天期間可用於室外的光。 由於它們的光線模擬了太陽的色譜，一些種植者發現，在金屬鹵化物下，植物看起來比其他類型的HID燈（如改變植物顏色的HPS）更令人愉悅。因此，當植物在家中顯示（例如用觀賞植物）時，更常見的是使用金屬鹵化物，並且優選天然色。金屬鹵化物燈泡需要每年更換一次，而HPS燈長達兩倍。
金屬鹵化物燈廣泛應用於園藝工業，適用於早期開發階段，通過促進根系，更好的抵抗疾病和更緊密的生長來支持植物。藍光促進了葉茂盛的生長，並且可能更適合於種植具有大量葉子的植物植物。
金屬鹵化物燈泡產生60～125流明/瓦，取決於燈泡的功率。

#### 陶瓷金屬鹵化物（CMH，CDM）
陶瓷金屬鹵化物燈（CMH）是一種比較新型的HID照明。
陶瓷金屬鹵化物燈由脈衝啟動器啟動，就像其他脈衝啟動金屬鹵化物一樣。 陶瓷金屬鹵化物燈泡的放電被包含在稱為多晶氧化鋁（PCA）的陶瓷材料中，其類似於用於HPS的材料。PCA減少鈉損失，這反過來又降低了與標準MH燈泡相比的顏色偏移和變化。

#### 高壓鈉（HPS）

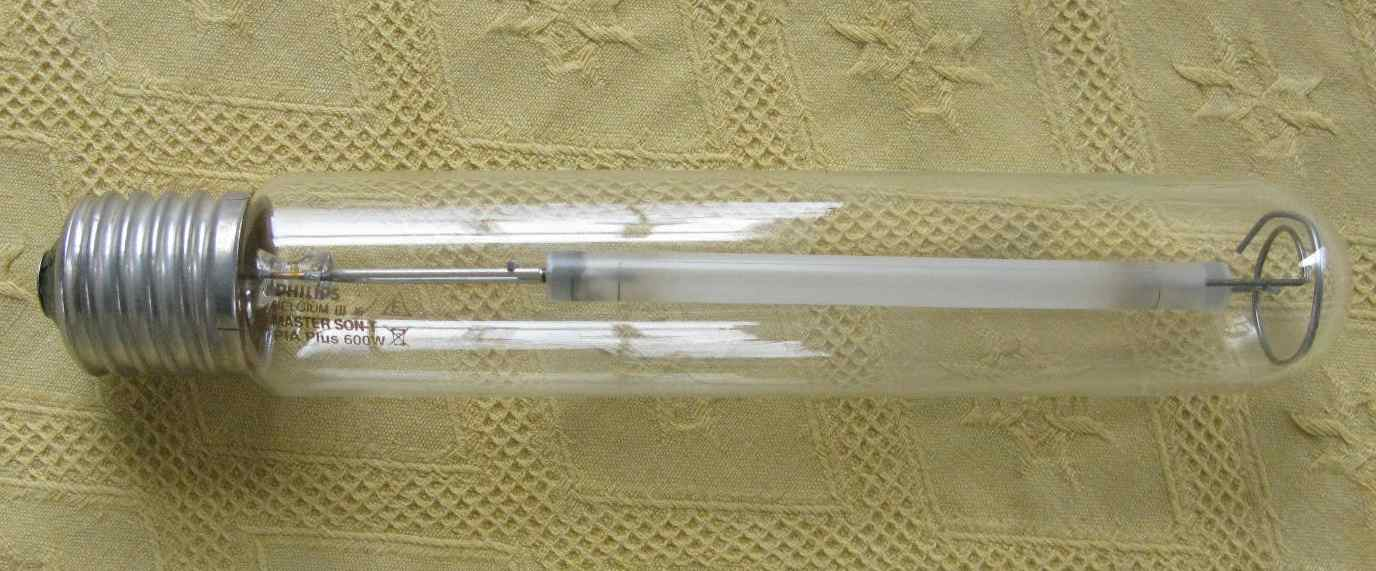
600W高壓鈉燈泡

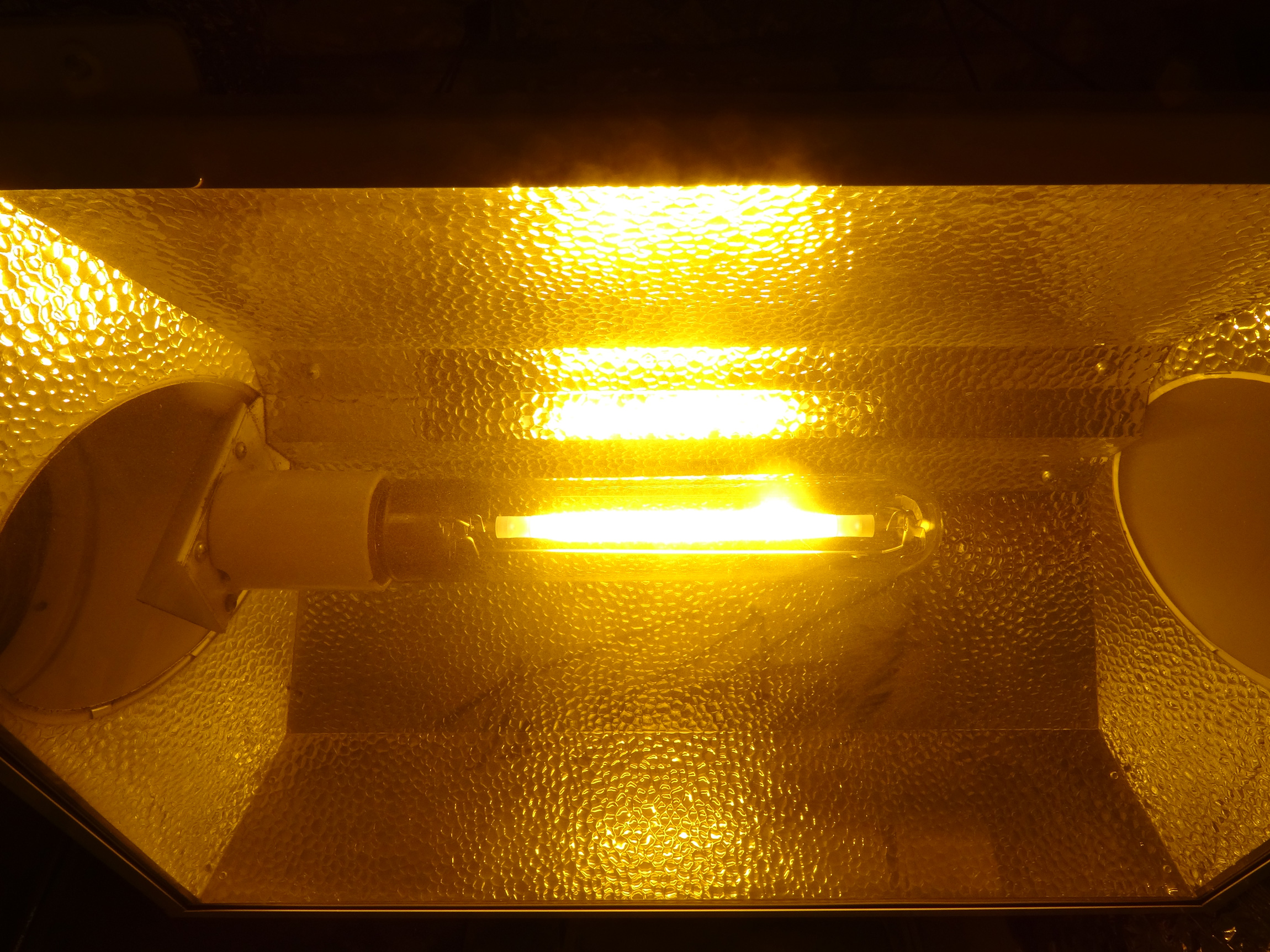
HPS（高壓鈉）在風冷反射器中生長燈泡。黃色光是HPS產生的標誌色。

高壓鈉燈是比金屬鹵化物更有效的HID照明類型。HPS燈泡在黃色/紅色可見光以及所有其他可見光的小部分發光。由於HPS生長燈在光譜的紅色部分提供更多的能量，所以它們可能促進開花結果。它們被用作溫室照明和全光譜照明（金屬鹵化物）中自然採光的補充，或者作為室內/生長室的獨立光源。
HPS生長燈以以下尺寸銷售：150W、250W、400W、600W和1000W。在所有尺寸中，600W HID燈是光效最高的，其次是1000W。 600W HPS比1000W HPS產生7％以上的光（瓦特）。 根據燈泡的瓦數，HPS燈泡產生60～140流明/瓦特。
在HPS燈下生長的植物往往會因缺乏藍色/紫外線而延長。現代園藝HPS燈具有更好的植物生長調整光譜。當使用HPS燈作為利用自然日光（抵消HPS的黃光）的溫室的補充照明時，CRI不是問題。
高壓鈉燈具有長的可用燈泡壽命，並且比標準白熾燈增加光能消耗的每瓦功率的六倍。由於它們的高效率以及在溫室中種植的植物獲得自然需要的全部藍光，這些燈是首選的補充溫室燈。但是，在較高的緯度地區，有一年的時間是太陽光不足，還有其他光源可以適當增長。HPS燈會引起獨特的紅外線特徵，這可能會吸引昆蟲或其他種類的害蟲，這些可能反過來威脅到正在種植的植物。高壓鈉燈會散發大量的熱量，儘管這可以通過使用特殊的空氣冷卻燈泡反射器或外殼來控制，這可能會使植株過熱。

### LED（發光二極管）
LED發光燈由發光二極管組成，通常在帶有散熱器或內置風扇的外殼中。LED發光燈通常不需要單獨的鎮流器，可以直接插入標準電源插座。
LED生長燈根據用途而有所不同。從光形態發生的研究中已知綠色、紅色、遠紅和藍光光譜對根形成，植物生長和開花有影響，但是沒有足夠的科學研究或現場測試使用LED生長燈的試驗推薦的特定顏色比例。 已經表明，如果給予紅色和藍色光，許多植物將正常生長。然而，許多研究表明，紅色和藍色光僅提供最具成本效益的生長方法，植物生長在光補充綠色下仍然更好。
白色LED生長燈提供全光譜，旨在模仿自然光，為植物提供紅色，藍色和綠色的平衡光譜。所使用的頻譜各不相同，但是白色LED生長燈被設計為發出類似數量的紅色和藍色光，增加的綠色光將顯示為白色。白色LED發光燈通常用於家庭和辦公空間的補充照明。
已經在溫室試驗中評估了大量的植物物種，以確保植物在生物量和生物化學成分中具有更高的質量，甚至與現場條件相當。通過評估植物的健康和活力以及促進生長的成功來測量薄荷、羅勒、扁豆、萵苣、捲心菜、歐芹、胡蘿蔔的植物表現。促進選擇觀賞植物的大量開花。
在飛利浦照明公司進行的LED生長燈測試中，為了在溫室種植各種蔬菜找到最佳的光線配方，他們發現光線的以下幾個方面影響植物生長光合作用和植物發育形態光強度，總光線隨時間變化一天中的哪些時刻，（光譜），光線方向和光分佈在植物上。不過值得注意的是，在西紅柿、迷你黃瓜和甜椒之間的測試中，所有植物的最佳配方都不一樣，根據作物和區域的不同而不同，所以目前他們必鬚根據試驗優化溫室中的LED照明和錯誤。他們已經表明，LED光影響抗病性，味道和營養水平，但到2014年，他們還沒有找到一種實用的方式來使用這些信息。
用於初始LED發光二極管的二極管設計通常為1/3瓦特至1瓦特。然而，現在LED增長燈通常使用較高功率的二極管，例如3瓦和5瓦二極管。對於高度緊湊的區域，可以使用10瓦特和100瓦特之間的COB芯片。由於散熱，這些芯片通常效率較低。
LED生長燈應至少保持植物遠離植物12英寸（30），以防止葉子燒傷。

### 螢光燈

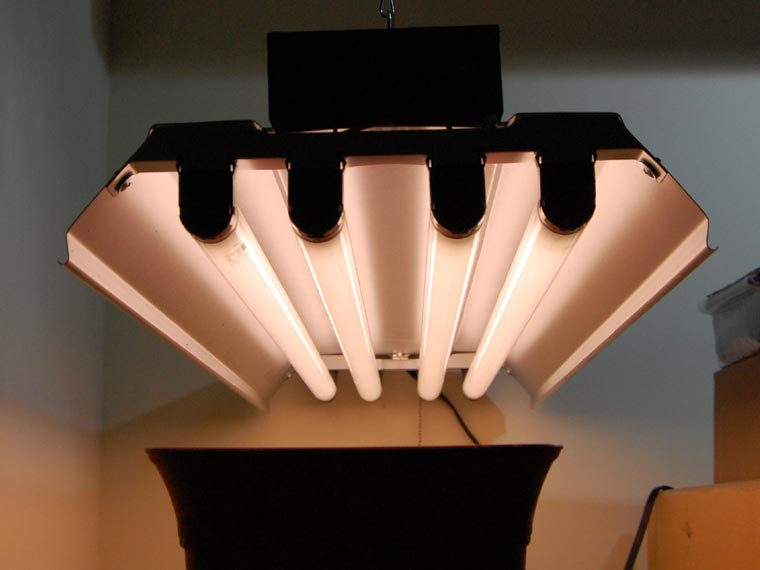
管狀螢光燈

螢光燈具有許多形狀因素，包括長，薄的燈泡以及較小的省電燈泡。螢光燈的色溫範圍從2700 K到10,000 K。發光效率範圍為30 lm/W至90 lm/W。

#### 管式螢光燈
植物燈不如HID燈那樣強烈，通常用於在室內種植蔬菜和草藥，或者用於開始幼苗在春季種植上開始跳躍。需要鎮流器來運行這些類型的螢光燈。
標準螢光燈具有多種形狀，包括T5、T8和T12。 最明亮的版本是T5， T8和T12功能較弱，適合具有較低照明需求的植物。高輸出螢光燈產生的光線是標準螢光燈的兩倍。高輸出螢光燈具具有非常薄的輪廓，使其在垂直限制區域中有用。
螢光燈的平均使用壽命長達20,000小時。根據形狀因數和瓦數，螢光增長燈產生33～100流明/瓦特。

#### 省电灯泡 (CFLs)

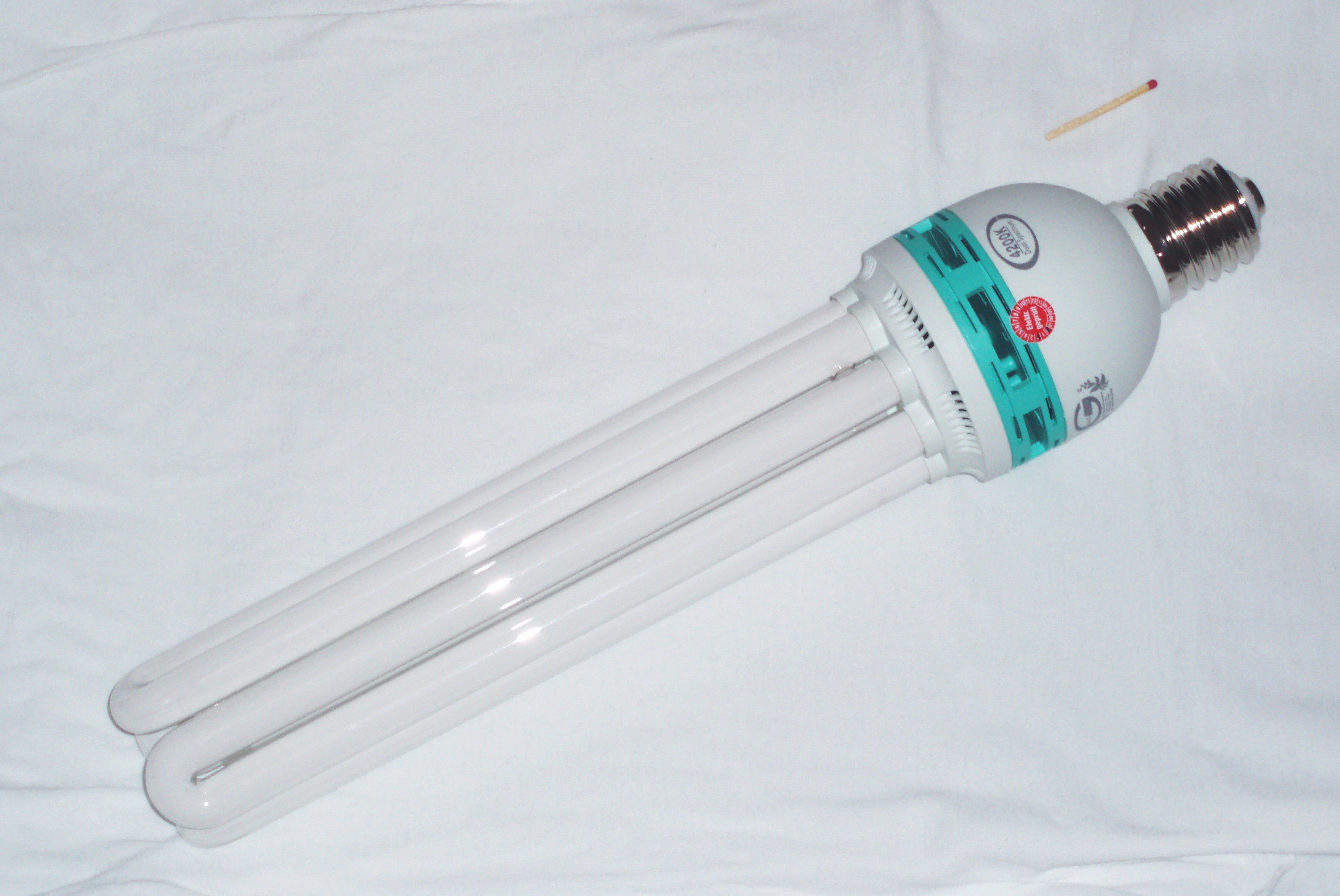
柱狀省電燈泡 40 cm

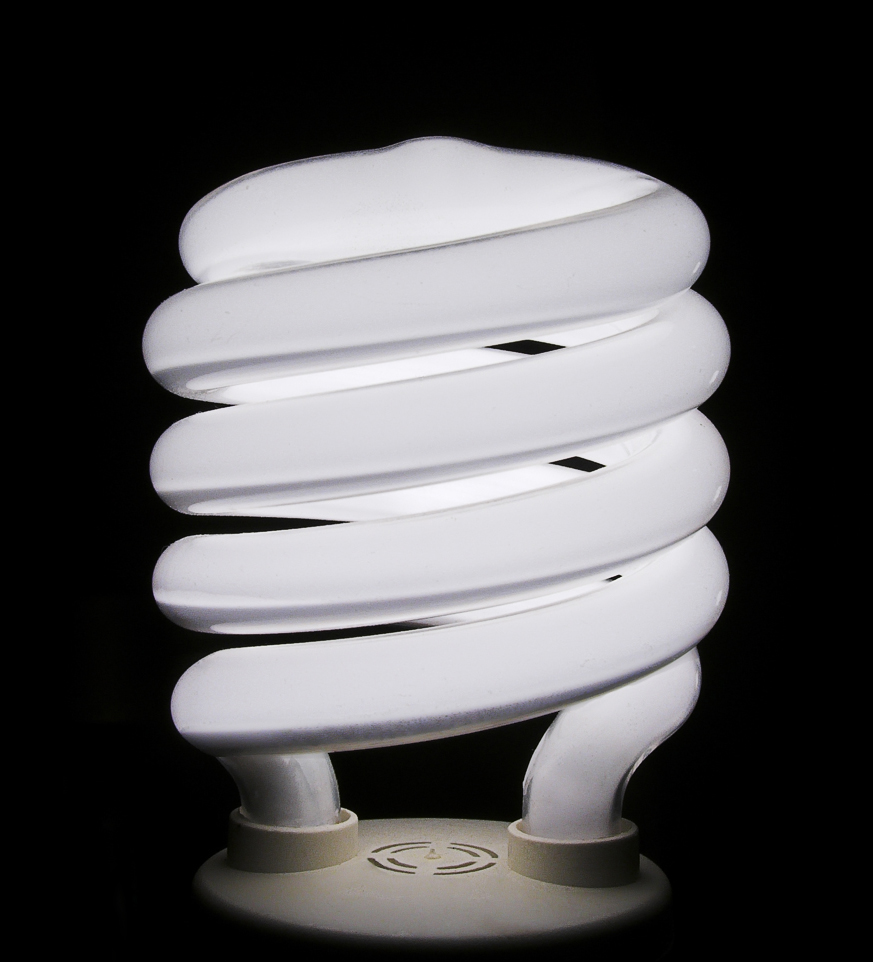
螺旋狀省電燈泡

柱狀省電燈泡（CFL）是最初設計為預熱燈的較小版本的螢光燈，但現在可以快速啟動形式。省電燈泡在很大程度上取代了家庭中的白熾燈泡，因為它們持續時間更長，效率更高。在某些情況下，省電燈泡也用作生長燈。像標準螢光燈一樣，它們對於傳播和需要相對低的光照水平的情況是有用的。
雖然小尺寸的標準省電燈泡可用於種植植物，但現在也有專門用於生長植物的省電燈泡燈。通常，這些較大的柱狀螢光燈泡與專門設計的反射器一起出售，將光線引導到植物，非常像HID燈。常見的省電燈泡增長燈尺寸包括125W、200W、250W和300W。不同於HID燈，省電燈泡適合標準的大容量燈座，不需要單獨的鎮流器。
柱狀省電燈泡有溫暖/紅色（2700 K），全光譜或日光（5000 K）和冷/藍（6500 K）版本。 推薦使用紅色紅光譜進行開花，推薦使用冷藍色光譜進行營養生長。
柱狀省電燈泡的使用壽命約為10,000小時。省電燈泡產生44～80流明/瓦，取決於燈泡的瓦數。
不同尺寸省電燈泡的流明和瓦特的示例：
| 省電燈泡瓦數 | 初始流明 | 流明/瓦 |
| ------------ | -------- | ------- |
| 23W          | 1,600    | 70      |
| 42W          | 2,800    | 67      |
| 85W          | 4,250    | 50      |
| 125W         | 7,000    | 56      |
| 200W         | 10,000   | 50      |

## 色譜

色溫

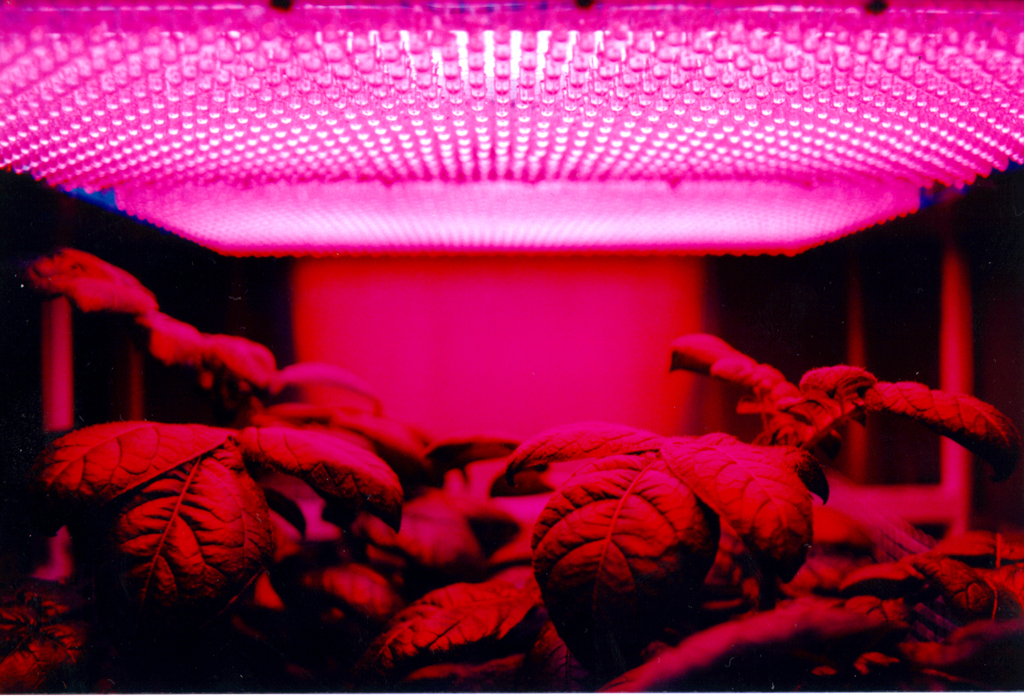
美國宇航局，LED面板光源用於馬鈴薯植物生長的實驗。

不同的增長燈產生不同的光譜。植物生長模式可以響應光的色譜，這一過程完全與光合作用完全分開，稱為光形態形成。
自然採光具有較高的色溫（約5000-5800  K）。可見光的顏色根據天氣和太陽的角度而變化，並且特定光量（以流明為單位）刺激光合作用。與太陽的距離對這些季節的光質量和數量以及由此產生的植物行為的季節性變化幾乎沒有影響。地球的軸線不垂直於圍繞太陽的軌道的平面。一半年的時間裡，北極向著太陽傾斜，所以北半球接近陽光直射，而南半球則要到達地球表面之前必須穿越更多的氣氛。在另一半年中，這是相反的。太陽輻射的光的顏色光譜沒有變化，只有數量（在夏季更多，冬天較少）和整個光線的質量到達地球表面。垂直溫室中的一些補充LED生長燈僅產生紅色和藍色波長的組合。演色性指數可以比較光線與常規陽光的自然顏色的匹配程度。
植物吸收光的能力隨種類和環境而變化，然而，影響植物的光質量的一般測量是PAR值或光合有效輻射。
已經有幾個使用LED種植植物的實驗，並且已經表明，植物需要紅色和藍色的光來進行健康生長。從實驗中一直發現，僅在紅色（660奈米）下生長的植物的葉片變形較差，但是通過添加少量藍色可以使大多數植物正常生長。
幾個報告表明，最低藍光要求為15-30 µmol·m−2·s−1 是幾種植物物種正常發育所必需的。
許多研究表明，即使將藍光添加到紅色LED，在白光下還是補充有綠色的光下，植物生長仍然更好。然而，像蘿蔔和菠菜這樣的其他植物生長不好，雖然它們的效果比紅色光僅10％的藍光更好，但與全光譜下的對照植物相比，它們仍然產生明顯較低的比重。一些植物需要最佳生長的光。
美國國家航空航天局，生物科學研究小組得出結論，由50％以上綠色造成的光源導致植物生長減少，而包括高達24％綠色的組合可增強某些物種的生長。綠燈已被證明可以通過密碼色依賴和獨立於暗黑色的手段影響植物過程。一般來說，綠光的效果與紅色和藍色波段指示的效果相反，推測綠色燈具有紅色和藍色的編排。

## 植物光要求
植物的具體需求決定哪種照明最適合最佳生長，人造光必須模仿植物最適合的自然光。如果一個植物沒有得到足夠的光，它不會增長，不管其他條件如何。例如：蔬菜在充分的陽光下成長最好，並在室內蓬勃發展，他們需要同樣高的光照水平，而葉子植物（例如蔓綠絨）生長在陰涼處，可以以更低的光線正常生長水平。
植物燈的使用方式取決於植物生長階段。一般來說，建議在幼苗/成長階段期間植物接受照射16小時，8小時的休息時間；營養階段接受照射18小時，6小時的休息時間；在花期階段接受照射12小時和12小時的休息時間。

### 光週期
此外，許多植物也需要黑暗和光週期，這種效應被稱為光照週期，以觸發開花。 因此，在設定的時間開關可以打開或關閉燈。最佳的光週期比例取決於植物的種類和種類，因為有些喜歡長時間和短夜，而其他喜歡相反或中等的日長。
在討論植物發育時，非常重視光週期。
響應光週期花的植物可能具有兼性或專一的反應。兼職的反應意味著一個植物最終會花光，而不管光週期如何花在特定光週期下生長的速度更快。專業反應意味著植物只有在一定光照條件下種植才會花。

### 光合有效輻射（PAR）
通常用於測量光線的亮度和流明，但是它們是測量人眼感覺到的光線強度的光度單位。
可用於光合作用的光的光譜水平與流明所測量的相似，但不相同。因此，當測量植物光合作用的光量時，生物學家通常測量植物接受的光合有效輻射（PAR）的量。PAR表示從400到700 納米的太陽輻射的光譜範圍，其通常對應於光合生物在光合作用的過程中能夠使用的光譜範圍。
PAR的輻照度可以以能量通量為單位表示（W/m2）,這與光合生物的能量平衡考慮相關。然而，光合作用是一個量子過程，光合作用的化學反應更多地依賴於光子的數量，而不是光子中所含能量的數量。 因此，植物生物學家通常使用表面接收的指定時間內的光譜數量或光合光子密度（PPFD）量化PAR的數量。 這通常使用−2s−1測量。
根據一個生長燈製造商的說法，植物需要至少在100到800之間的光照水平 μmol m−2s−1. 對於日光光譜（5800 K），這種光合有效輻射將相當於5800至46,000 lm/m2.

## 園藝照明的國際和歐洲標準
國際電工委員會制定了一系列涵蓋園藝照明，用於園藝照明的 LED 封裝的國際標準（IEC 63403 第 1 部分和第 2 部分），其中一個涵蓋規格表，另一個涵蓋分檔。
這些標準已在歐洲由歐洲電工標準化委員會採用，分別作為歐洲標準 EN IEC 63403-1:2024 和 EN IEC 63403-2:2024。

### 引用
1. ↑  . Growgear. September 21, 2013  [November 16, 2016]. （原始内容存档于2016年11月17日） （英语）.
2. ↑   (PDF).   [2017-09-15]. （原始内容存档 (PDF)于2018-04-07）.
3. ↑  Learning centre 的存檔，存档日期2013-09-07.
4. ↑  Plant Growth Factors: Light 的存檔，存档日期2013-12-04.
5. ↑   (PDF).   [2017-09-15]. （原始内容存档 (PDF)于2017-07-12）.
6. ↑   (PDF).   [2017-09-15]. （原始内容存档 (PDF)于2016-06-10）.
7. ↑   (PDF).   [2017-09-15]. （原始内容存档 (PDF)于2017-01-10）.
8. ↑   (PDF).   [2022-01-02]. （原始内容存档 (PDF)于2017-05-12）.
9. ↑  .   [2017-09-15]. （原始内容存档于2016-12-02）.
10. 1 2 3 4 5  Howard Resh. . CRC Press. 16 January 2013: 23–28. ISBN 978-1-4665-6942-3.
11. 1 2 3 4 5  George F. Van Patten. . Van Patten Publishing. 2002: 47–50. ISBN 978-1-878823-31-1.
12. 1 2  Max Clarke. . Lulu.com. 13 March 2013: 53  [2017-09-15]. ISBN 978-1-105-91367-9. （原始内容存档于2020-08-02）.
13. 1 2 3 4  Ellen Zachos. . Storey Publishing, LLC. 16 December 2014: 12–13  [2017-09-15]. ISBN 978-1-61212-440-7. （原始内容存档于2019-06-08）.
14. 1 2 3  Sue Reed. . New Society Publishers. 18 October 2013: 247–250. ISBN 978-1-55092-443-5.
15. 1 2  Turner, Wayne C.; Doty, Steve. . The Fairmont Press, Inc. 2007-01-01: 376  [2017-09-15]. ISBN 9780881735437. （原始内容存档于2020-07-27） （英语）.
16. ↑   (PDF).   [2017-09-15]. （原始内容存档 (PDF)于2020-08-01）.
17. 1 2 3 4  Anil Ahuja. . Springer Science & Business Media. 9 March 2013: 28–31. ISBN 978-1-4757-5514-5.
18. ↑  . leds.hrt.msu.edu.   [2015-09-19]. （原始内容存档于2015-10-26）.
19. 1 2 3  Yorio, Neil C.; Goins, Gregory D.; Kagie, Hollie R.; Wheeler, Raymond M.; Sager, John C. . HortScience. 2001-04-01, 36 (2): 380–383  [2017-09-15]. ISSN 0018-5345. （原始内容存档于2019-01-21） （英语）.
20. ↑  Goins, G. D.; Yorio, N. C.; Sanwo, M. M.; Brown, C. S. . Journal of Experimental Botany. 1997-07-01, 48 (312): 1407–1413. ISSN 0022-0957. PMID 11541074.
21. 1 2  Goins, G. D.; Yorio, N. C.; Sanwo-Lewandowski, M. M.; Brown, C. S. . Life Support & Biosphere Science: International Journal of Earth Space. 1998-01-01, 5 (2): 143–149. ISSN 1069-9422. PMID 11541670.
22. 1 2 3  Massa, Gioia D.; Kim, Hyeon-Hye; Wheeler, Raymond M.; Mitchell, Cary A. . HortScience. 2008-12-01, 43 (7): 1951–1956  [2017-09-15]. ISSN 0018-5345. （原始内容存档于2019-01-21） （英语）.
23. 1 2  Kim, Hyeon-Hye; Wheeler, Raymond M.; Sager, John C.; Yorio, Neil C.; Goins, Gregory D. . Habitation (Elmsford, N.Y.). 2005-01-01, 10 (2): 71–78. ISSN 1542-9660. PMID 15751143. doi:10.3727/154296605774791232.
24. 1 2  Kim, Hyeon-Hye; Goins, Gregory D.; Wheeler, Raymond M.; Sager, John C. . HortScience. 2004-12-01, 39 (7): 1617–1622  [2017-09-15]. ISSN 0018-5345. （原始内容存档于2020-10-31） （英语）.
25. ↑  Sabzalian, Mohammad R., Parisa Heydarizadeh, Morteza Zahedi, Amin Boroomand, Mehran Agharokh, Mohammad R. Sahba, and Benoît Schoefs. "High performance of vegetables, flowers, and medicinal plants in a red-blue LED incubator for indoor plant production." Agronomy for Sustainable Development 34, no. 4 (2014): 879-886.
26. ↑  Abhay Thosar, Ph.D., Esther Hogeveen van Echtelt.  (Video). Orlando, FL.  事件发生在 00:03:15, 00:13:05. July 29, 2014  [February 12, 2015]. （原始内容存档于February 16, 2016） （英语）.
27. ↑  Parks, Brian M. . Plant Physiology. 2003-12-01, 133 (4): 1437–1444  [2017-09-15]. ISSN 1532-2548. PMC 1540344 . PMID 14681526. doi:10.1104/pp.103.029702. （原始内容存档于2020-02-22） （英语）.
28. ↑  . NPR.org.   [2016-02-08]. （原始内容存档于2020-12-11）.
29. ↑  Hoenecke, M. E.; Bula, R. J.; Tibbitts, T. W. . HortScience: A Publication of the American Society for Horticultural Science. 1992-05-01, 27 (5): 427–430. ISSN 0018-5345. PMID 11537611.
30. ↑  Wheeler, R. M.; Mackowiak, C. L.; Sager, J. C. . Agronomy Journal. 1991-10-01, 83 (5): 903–906. ISSN 0002-1962. PMID 11537676. doi:10.2134/agronj1991.00021962008300050024x.
31. ↑  . www.actahort.org.   [2016-02-12]. （原始内容存档于2019-06-06）.
32. ↑  Folta, Kevin; Maruhnich, Stefanie A. . Journal of Experimental Botany. 2007-09-01, 58 (12): 3099–3111. ISSN 0022-0957. PMID 17630292. doi:10.1093/jxb/erm130 （英语）.
33. ↑  .   [2017-09-15]. （原始内容存档于2020-09-19）.
34. ↑  .   [2017-09-15]. （原始内容存档于2016-03-08）.
35. ↑  http://www.hrt.msu.edu/energy/Notebook/pdf/Sec1/Runkle%20and%20Blanchard,%20Use_of_Lighting.pdf 的存檔，存档日期2015-05-01.
36. 1 2 3  Hall, David O.; Rao, Krishna. . Cambridge University Press. 1999-06-24: 8–9  [2017-09-15]. ISBN 9780521644976. （原始内容存档于2020-10-31） （英语）.
37. ↑  Growing your profits: horticultural lighting. （页面存档备份，存于）  Philips (2010).
38. ↑  VERDERA, Francisco. . Genorma.com. Genorma.